# Râul Var, Olt
Râul Var sau Pârâul Cetății este un curs de apă, afluent al râului Olt. 